# Droga wojewódzka 479
Die Droga wojewódzka 479 (DW 479) ist eine 29 Kilometer lange Droga wojewódzka (Woiwodschaftsstraße) in der polnischen Woiwodschaft Łódź, die Dąbrówka mit Sieradz verbindet. Die Strecke liegt im Powiat Poddębicki und im Powiat Sieradzki.

## Streckenverlauf
Woiwodschaft Łódź, Powiat Poddębicki
-  Dąbrówka (DW 473)
- Bratków Dolny
- Wola Flaszczyna
- Wola Dąbska
- Kazimierzew
- Zadzim (Zadzim)
- Zielona Wygoda

Woiwodschaft Łódź, Powiat Sieradzki
-  Rossoszyca (DW 710)
- Miedźno
-  Sieradz (S 8, DK 12, DK 83, DW 480, DW 482)